# Maldoror (film)

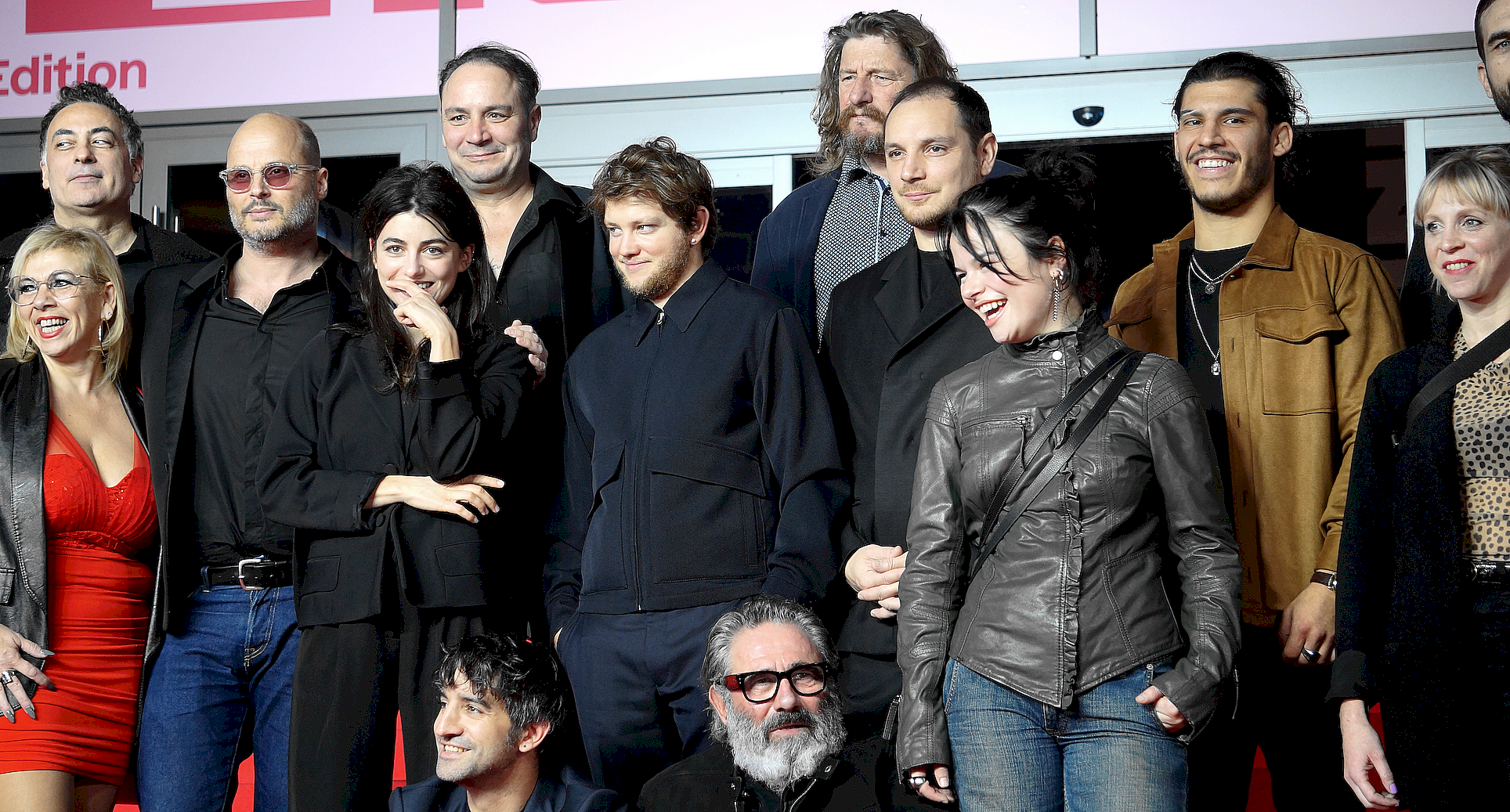
Il cast del film al Film Fest Gent festival nel 2024

Maldoror è un film del 2024 diretto da Fabrice Du Welz, liberamente ispirato alla vicenda del Mostro di Marcinelle.

## Trama
Dopo la scomparsa di due bambine nel Belgio degli anni novanta, il giovane poliziotto Paul Chartier viene assegnato a un'unità segreta chiamata Maldoror con il compito di sorvegliare uno dei principali sospettati, un noto pedofilo. Quando l'operazione viene annullata a causa delle disfunzionalità dei vari corpi di polizia e del sistema giudiziario belga, Paul si risolve ad arrestare il Mostro per conto proprio, anche se ciò significa operare al di fuori della legge.

## Distribuzione
Il film è stato presentato in anteprima fuori concorso all'81ª Mostra internazionale d'arte cinematografica di Venezia il 3 settembre 2024.